# Antonio Vázquez de Espinosa
Antonio Vázquez de Espinosa (Castilleja de la Cuesta, Sevilla; 1570-Madrid, 1630) fue un religioso y misionero católico español.
Teólogo, carmelita y escritor, entre sus obras destaca Viaje y navegación del año 1622 que hizo la flota de Nueva España y Honduras, así como Compendio y descripción de las Indias Occidentales, donde entre otras cosas relata la erupción del volcán Huaynaputina en 1600.